# The Chance of Acid Rain
The Chance of Acid Rain (persisch احتمال باران اسیدی) ist der Debütfilm des iranischen Regisseurs Behtash Sanaeiha, der im Februar 2015 auf dem 33. Internationalen Fajr Filmfestival in Teheran seine Premiere hatte. Er handelt vom Leben eines einsamen Rentners, mit dem Lyriker Mohammad Shams Langeroudi in der Hauptrolle.

## Handlung
Ein einsamer Pensionär, der früher in einer Tabakfabrik gearbeitet hat, quartiert sich in einem heruntergekommenen Hotel ein. Zwischen ihm, dem rebellischen Concierge und einer jungen Ausreißerin entwickelt sich eine schräge Freundschaft.

## Kritiken
Amin Farzanefar bezeichnete den Film in der Süddeutschen Zeitung als „eine kleine, zu Herzen gehende Geschichte, mit anarchischem Witz – und einer schönen Kifferszene.“